# Janette Hargin
Janette Helene Hargin, née le 4 octobre 1977 à Stockholm, est une skieuse alpine suédoise. 

## Biographie
Licenciée au Huddinge SK, elle est la sœur de Mattias Hargin également skieur alpin. Elle débute en Coupe du monde en 1998 et obtient son premier et seul podium en février 2002 lors d'un combiné disputé à Åre. Elle participe quelques jours plus tard aux Jeux olympiques de Salt Lake City.
Sa carrière s'achève en 2007. Elle s'est reconvertie depuis dans le ski freeride.

## Palmarès

### Jeux olympiques d'hiver
| Épreuve / Édition      | Descente | Super G | Slalom géant | Slalom | Super combiné |
| JO 2002 Salt Lake City | 25e      | 27e     | 31e          | —      | Abandon       |
| JO 2006 Turin          | 17e      | 22e     | —            | —      | 12e           |

Légende :
- — : Janette Hargin n'a pas participé à cette épreuve

### Championnats du monde
| Épreuve / Édition       | Saint-Moritz 2003 | Bormio 2005 | Åre 2007 |
| Descente                | Abandon           | 21e         | 19e      |
| Super G                 | Abandon           | 12e         | 19e      |
| Combiné / super combiné |                   | Abandon     | 16e      |

### Coupe du monde
- Meilleur classement au général : 37e en 2002.
- 1 podium en carrière : 1 deuxième place.